# Korall-lián
A korall-lián, más nevei: mexikói borsópohánka, mexikói futókorall, (Antigonon leptopus) a szegfűvirágúak (Caryophyllales) rendjébe, ezen belül a keserűfűfélék (Polygonaceae) családjába tartozó faj.

## Elterjedése
A korall-liánt széles körben termesztik, gyakran elvadul; őshazája Mexikó és Guatemala.

## Megjelenése
A növény, megfásodott tőből eredő szögletes, lágy szárú hajtásaival 12 méter magasra is felkapaszkodik. Levele háromszögletű vagy szív alakú, 3-15 centiméter hosszú, 2-12 centiméter széles, hosszan kihegyezett, hullámos élű, többnyire gyengén karéjos. Az erek a levél színén bemélyedtek, a fonákján kiemelkedők. A levelek szórt állásúak. Virágai rózsaszínűek (ritkán fehérek), a virágtakarót 3 nagyobb külső és 2 kisebb belső lepellevél alkotja. A külső lepellevelek szív alakúak, alig 1 centiméter hosszúak és 8 milliméter szélesek, a belsők elliptikusak, keskenyebbek. A porzók száma 8, félig összenőttek, a porzószálak között többnyire 1-1 fogacska található. A virágok fürtökben vagy bugákban fejlődnek, amelyek csúcsai kacsokká alakultak. Termése barna, háromélű-piramis alakú, körülbelül 1 centiméteres, egymagvú makk, amelyet körülzár a megnagyobbodott 3 külső lepellevél (2.5 centiméterig).

## Felhasználhatósága
Thaiföldön fiatal leveleit és virágait panírozva és forró zsírban kisütve fogyasztják. Állítólag a gazdag keményítőtartalmú gyökérgumó is ehető.

## Egyéb
A korall-lián nagyon gyorsan nő, és elborítja a kerítéseket hajtásainak sűrű szövevényével, amelyen csaknem egész évben rózsaszínű virágok nyílnak. Hogy alulról ne kopaszodjon fel, rendszeresen kell metszeni.

## Képek

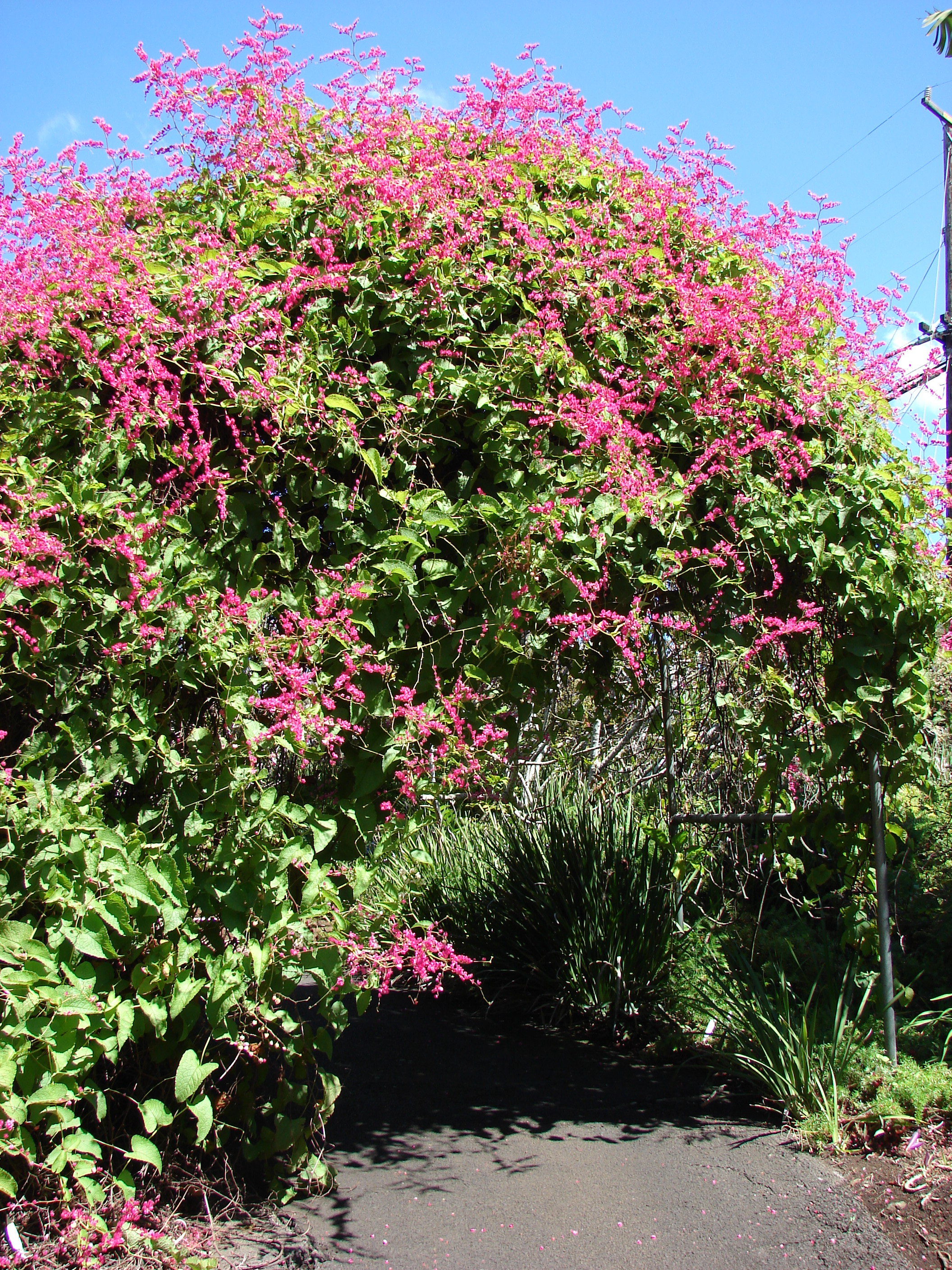
a növény
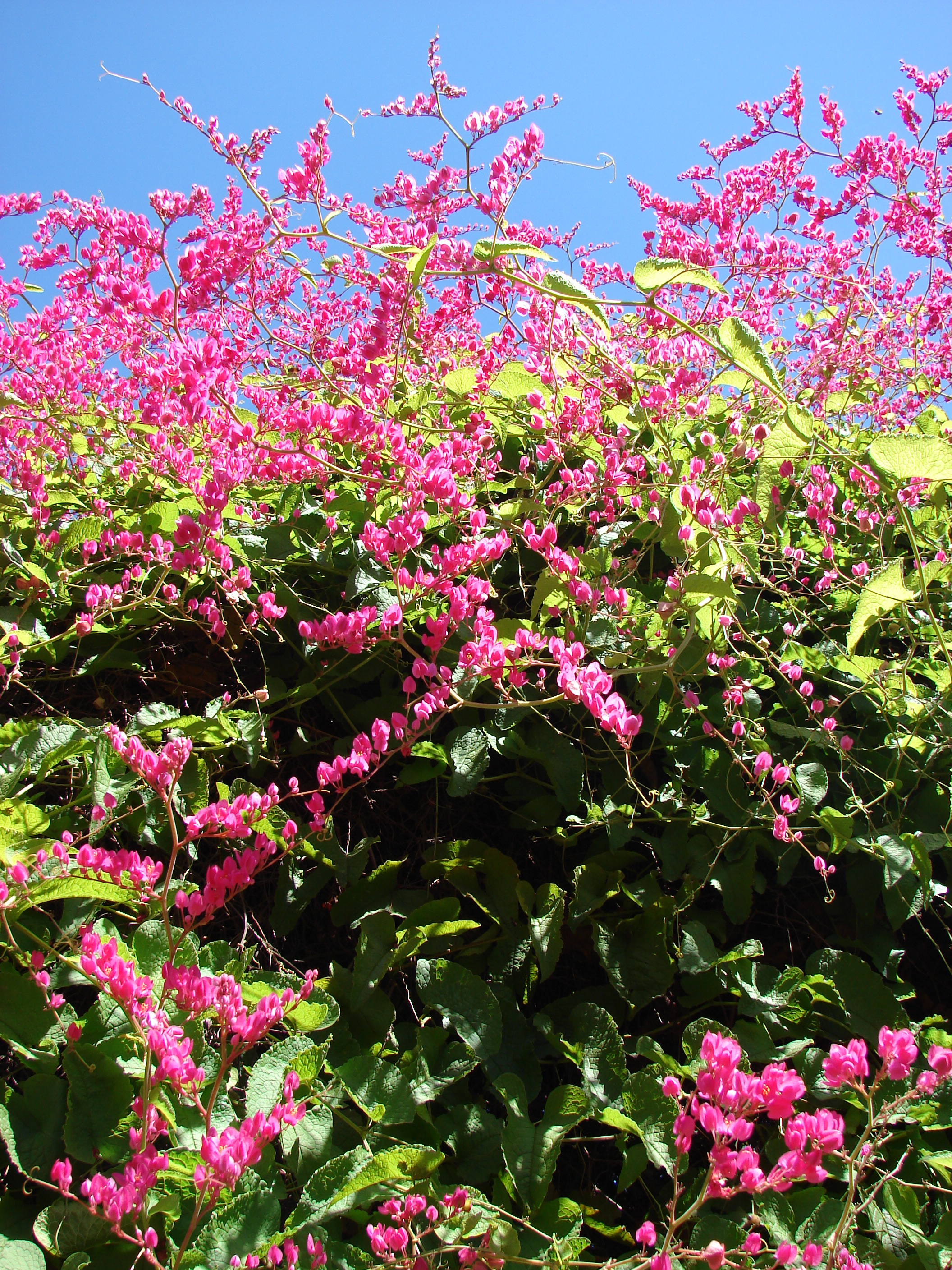
nyíló
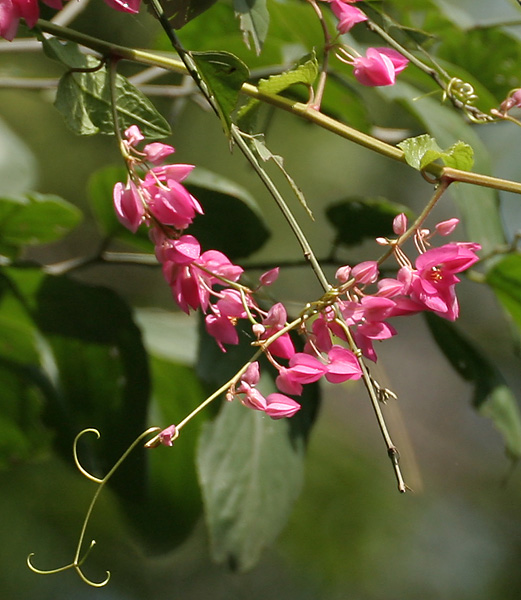
példányok
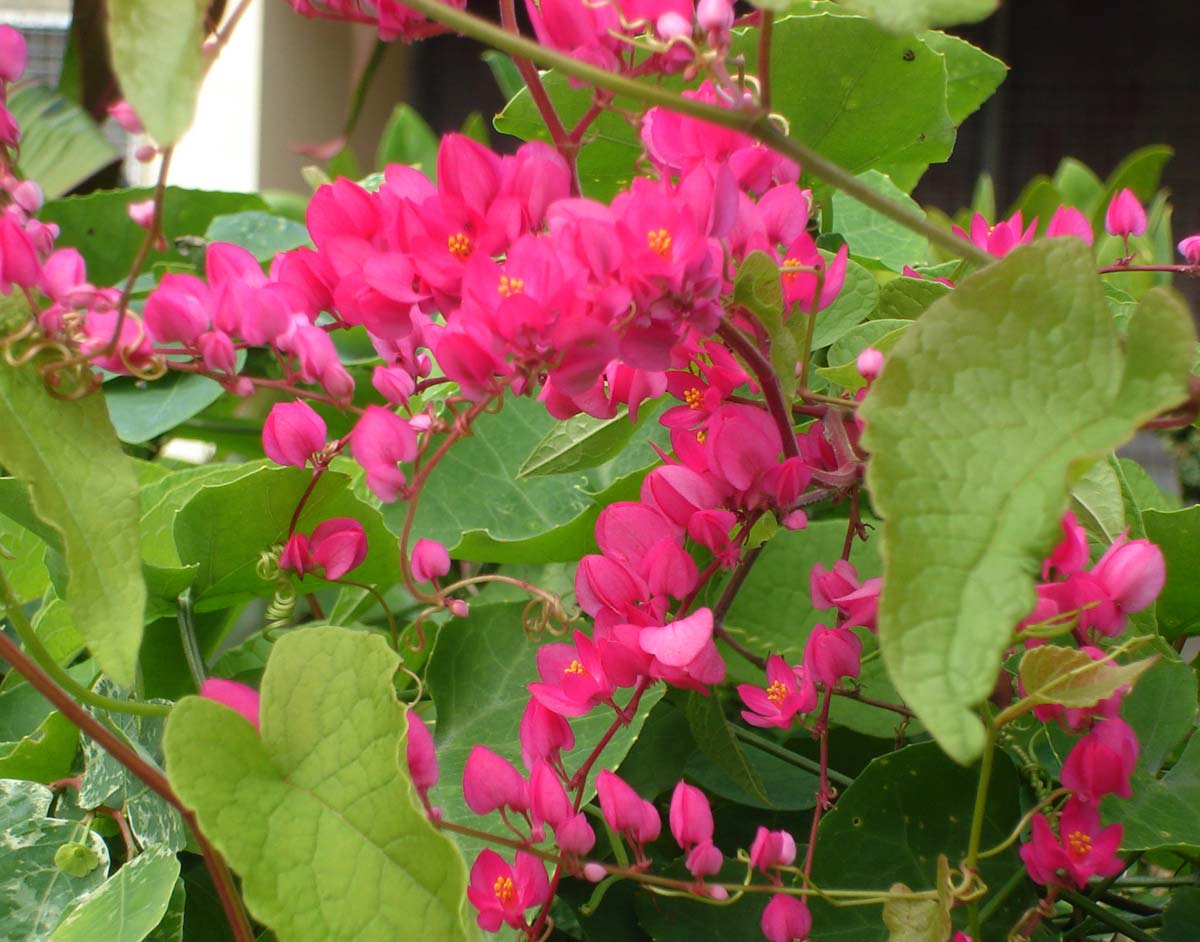
rózsaszín
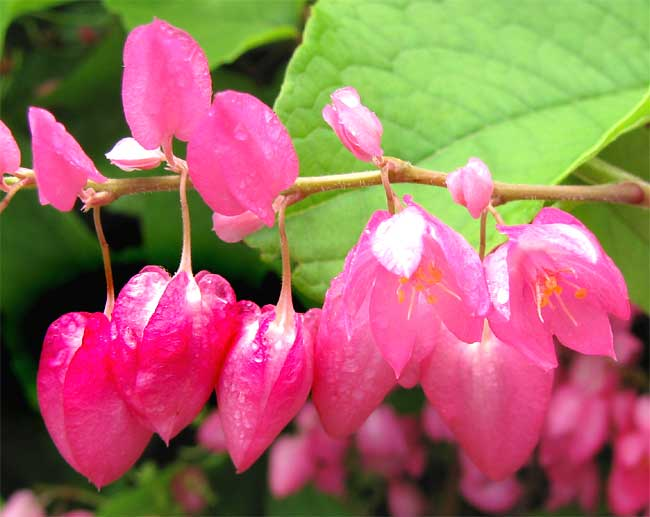
virágokkal
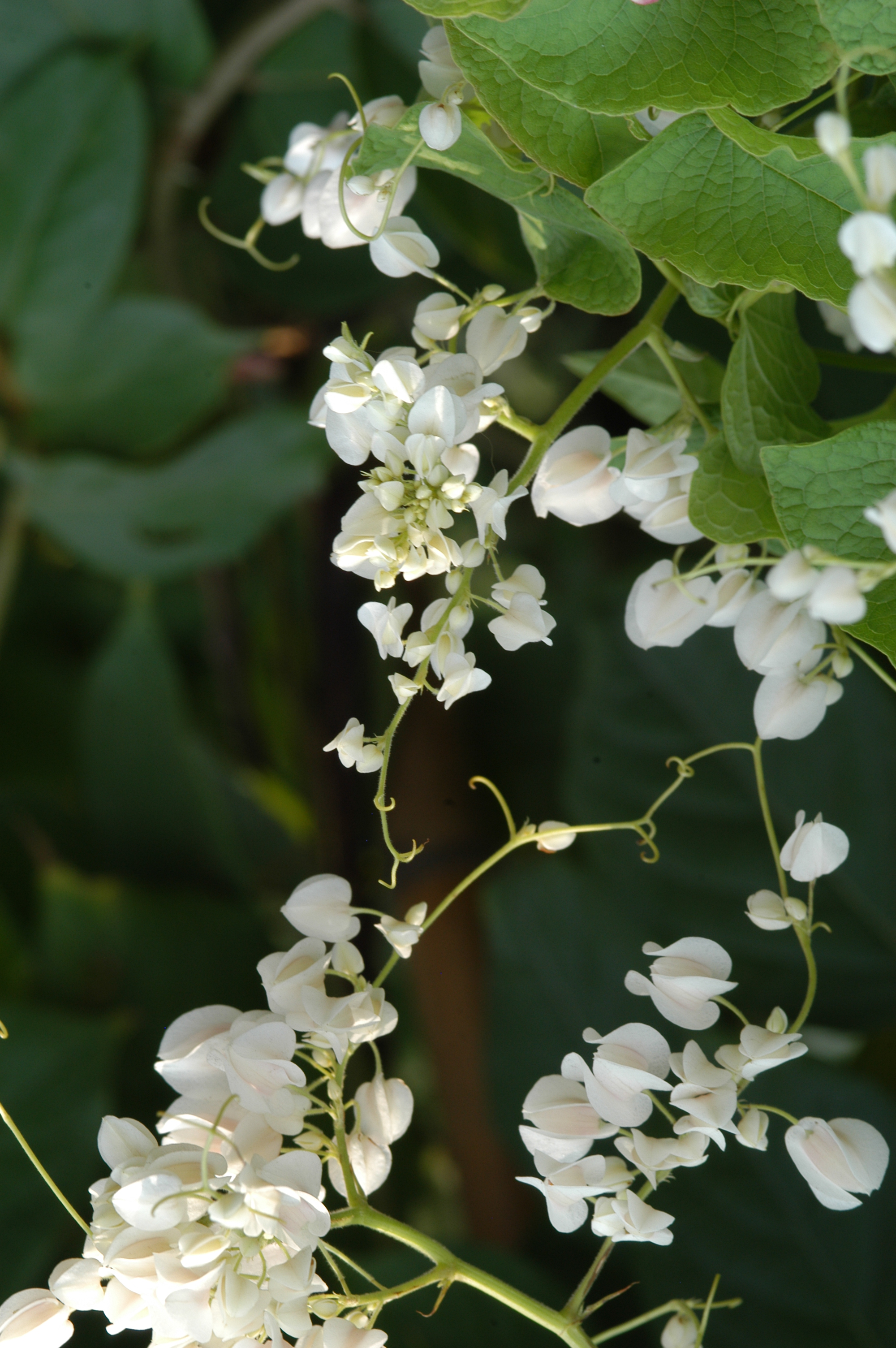
fehér változata
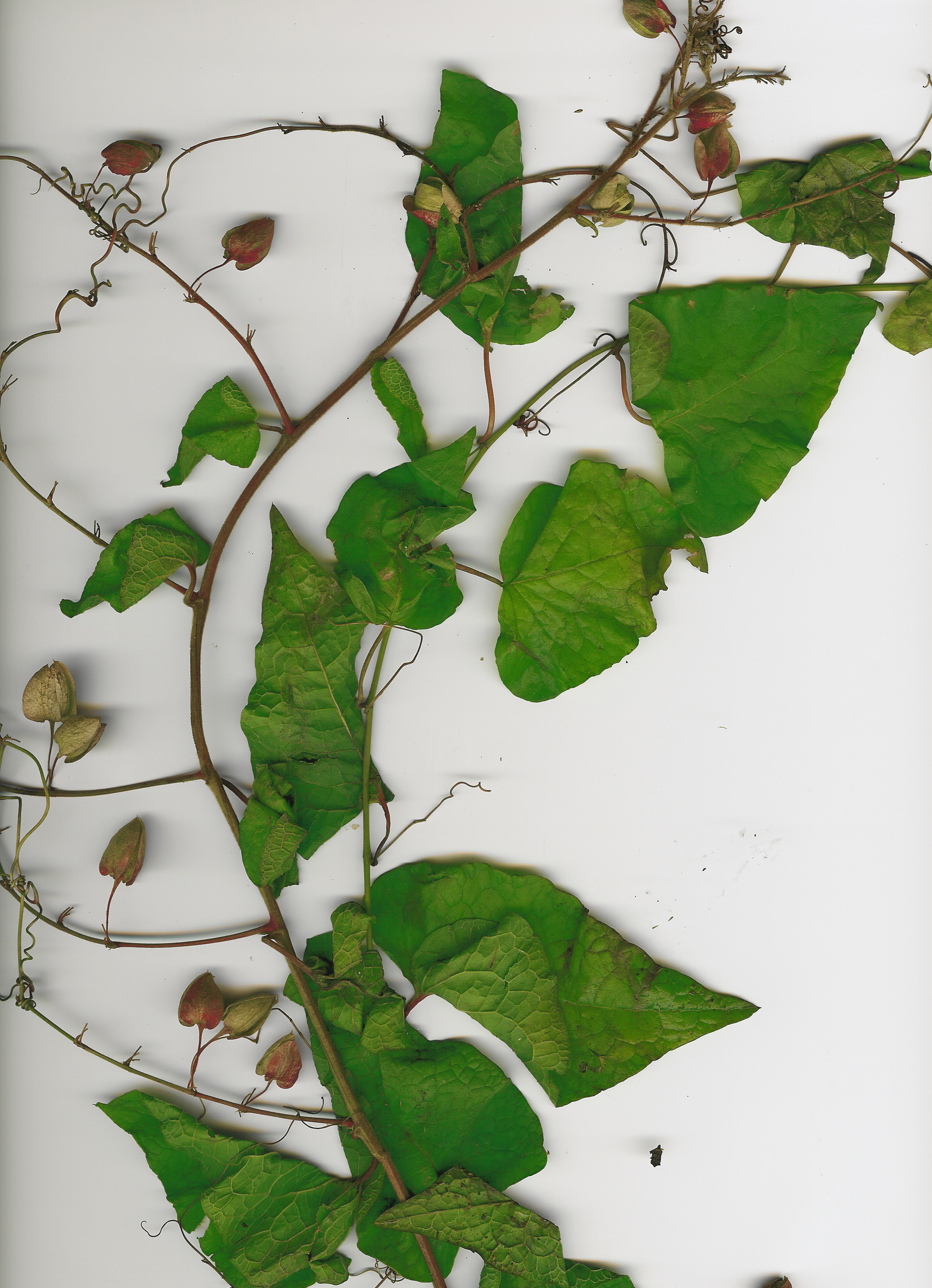
levelei, indái
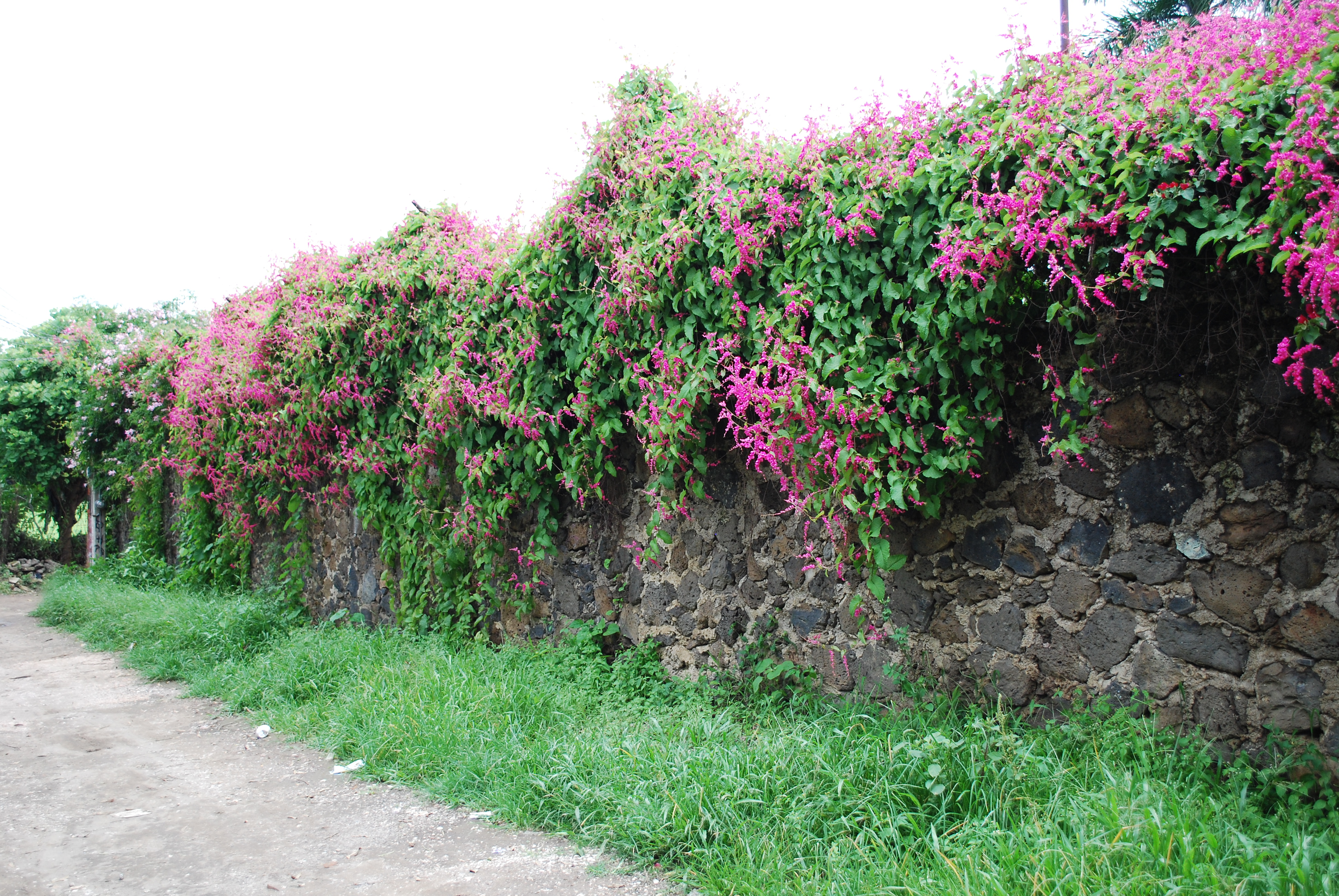
falra futva
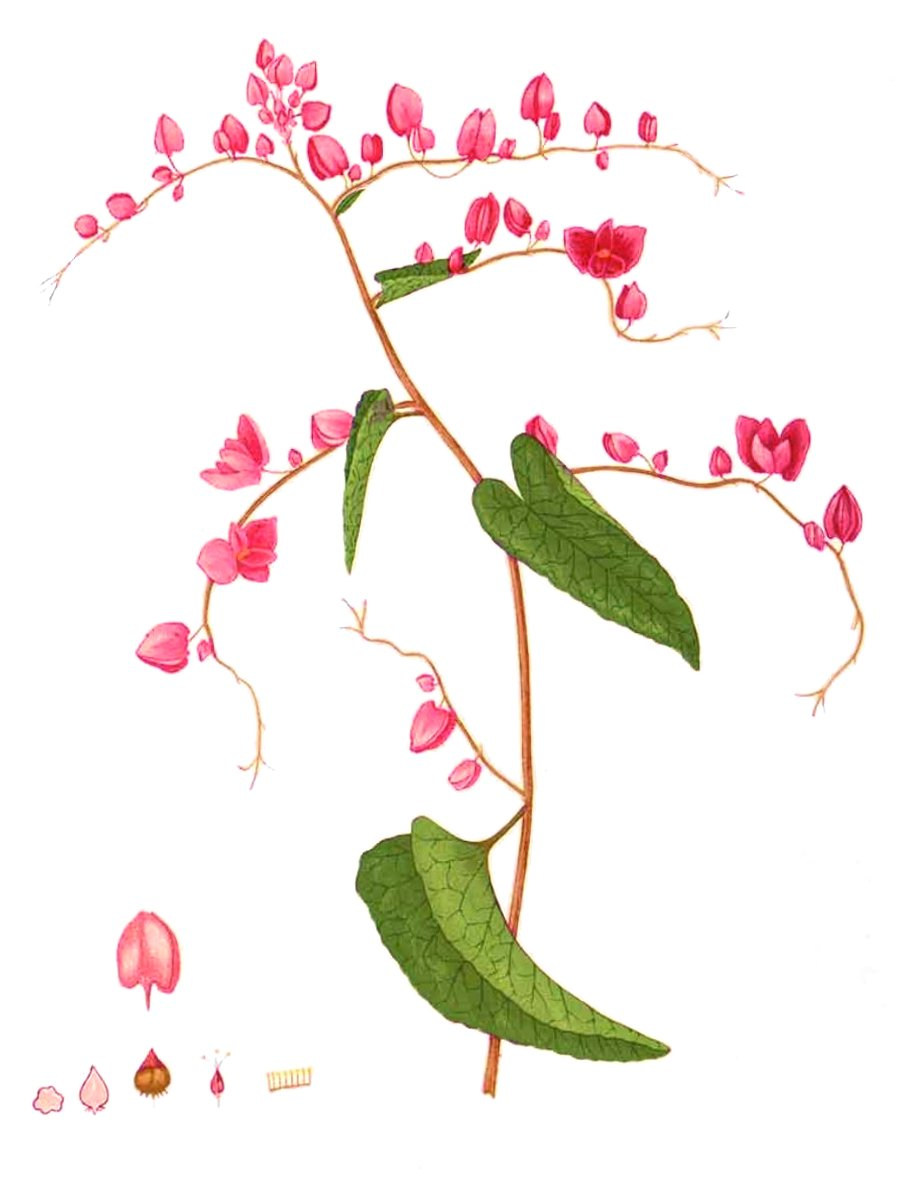
rajz a növényről